# 芒廷鎮區 (北卡羅萊納州傑克遜縣)
芒廷鎮區（英語：Mountain Township）是位於美國北卡羅萊納州傑克遜縣的一個鎮區。

## 地方資料
芒廷鎮區的面積為47.57平方千米，當中陸地面積為47.22平方千米，而水域面積為0.35平方千米。根據2020年美國人口普查的數據，當地共有人口529人，而人口密度為每平方千米11.12人。